# Comisaría de Juradó
La comisaría de Juradó fue una antigua entidad territorial de Colombia que correspondía al litoral del Pacífico del actual departamento del Chocó. La comisaría fue segregada de la intendencia del Chocó y elevada a esta categoría por medio del decreto 540 del 7 de junio de 1911, con el objetivo de fomentar el poblamiento y desarrollo de esta lejana zona del país. La entidad fue suprimida en julio de 1915 debido a su ineficacia en el plan de acción gubernamental de colonizar esta región.
La entidad comprendía el municipio de Juradó como capital, el municipio de Litoral y los corregimientos de Nuquí, Arusí, Cuevita, Gella, Nabugá y Pizarro como centros poblados importantes.
Su primer comisario fue Fabricio Ochoa, que ejerció el cargo desde junio de 1911 hasta febrero de 1915, cuando fue reemplazado por Antonio Pineda, quien ocupó el puesto hasta su supresión, en julio de 1915.